# Miłków (gromada w powiecie opatowskim)
Miłków – dawna gromada, czyli najmniejsza jednostka podziału terytorialnego Polskiej Rzeczypospolitej Ludowej w latach 1954–1972.
Gromady, z gromadzkimi radami narodowymi (GRN) jako organami władzy najniższego stopnia na wsi, funkcjonowały od reformy reorganizującej administrację wiejską przeprowadzonej jesienią 1954 do momentu ich zniesienia z dniem 1 stycznia 1973, tym samym wypierając organizację gminną w latach 1954–1972.
Gromadę Miłków z siedzibą GRN w Miłkowie utworzono – jako jedną z 8759 gromad na obszarze Polski – w powiecie opatowskim w woj. kieleckim, na mocy uchwały nr 13f/54 WRN w Kielcach z dnia 29 września 1954. W skład jednostki weszły obszary dotychczasowych gromad Marjanków, Miłków, Jędrzejów i Rzuchów oraz kolonia Romanów z dotychczasowej gromady Okrąglica ze zniesionej gminy Bodzechów w tymże powiecie. Dla gromady ustalono 14 członków gromadzkiej rady narodowej.
Gromadę zniesiono 31 grudnia 1959, a jej obszar włączono do gromad Sadowie (wieś Rzuchów i kolonię Rzuchów oraz osiedle Placówka) i Bodzechów (wsie Miłków i Jędrzejów, kolonie Marianków, Marianków Bankowy, parcelację Miłków oraz osiedla Horodelszczyzna, Niwka, Madejówka i Miłków Młyn).